# Skallig ibis
Skallig ibis (Geronticus calvus) är en fågel i familjen ibisar inom ordningen pelikanfåglar, förekommande i södra Afrika.

## Utseende och läten
Skallig ibis är en 78 centimeter lång glänsande blå svart ibis med ett typiskt skalligt rött huvud och vitt ansikte. Den långa nerböjda näbben är röd, liksom ben och fötter. På framsidan av vingen syns kopparglänsande fläckar. I flykten slår den sina långa vingar snabbt mellan glidflyg. Ungfågeln är mattsvart och färglös på huvud och näbb. Lätet är ett distinkt, högfrekvent kalkonliknande ljud.

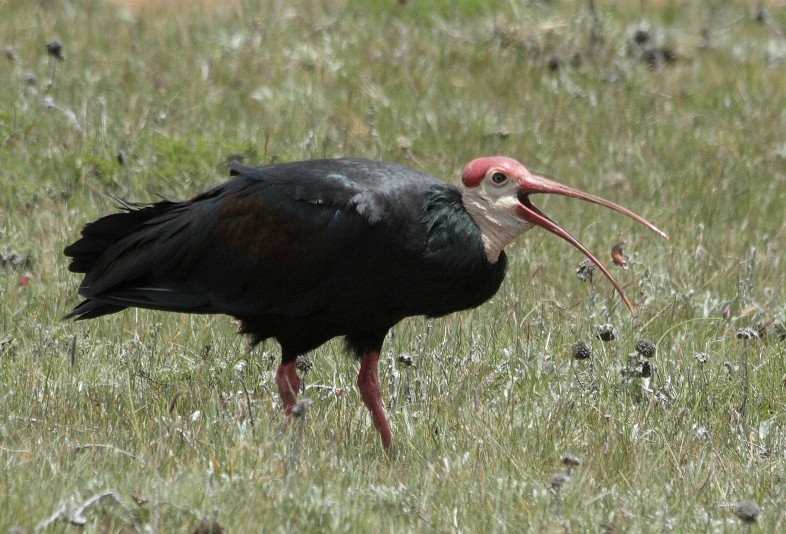
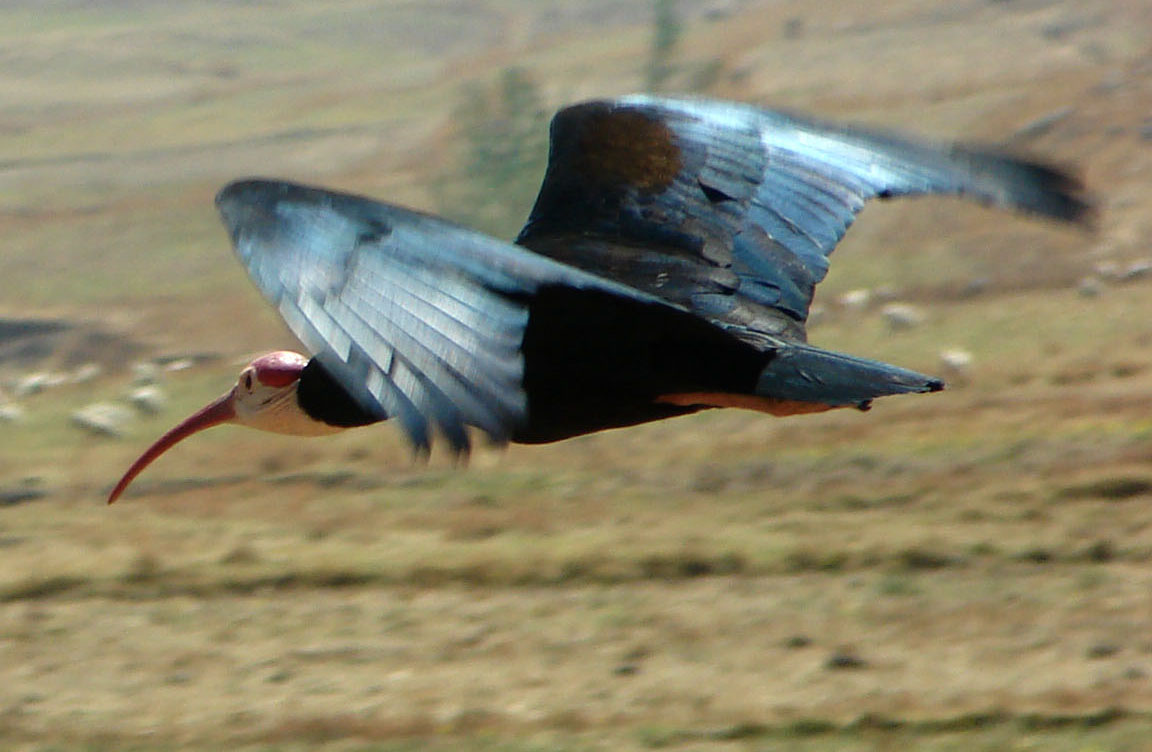

## Utbredning och systematik
Fågeln förekommer i bergsområden i nordöstra Sydafrika, Lesotho och västra Swaziland. Den behandlas som monotypisk, det vill säga att den inte delas in i några underarter.

## Levnadssätt
Skallig ibis påträffas i bergsbelägna gräsmarker med avsaknad av träd och med en låg och tät grässvål. Den påträffas också i lätt beskogat torrt landskap. Fågeln födosöker helst på nyligen bränd mark, men också andra naturliga gräsmarker, betesmarker, skördade majsfält och plogade åkrar. Den lever huvudsakligen av insekter och andra ryggradslösa djur.

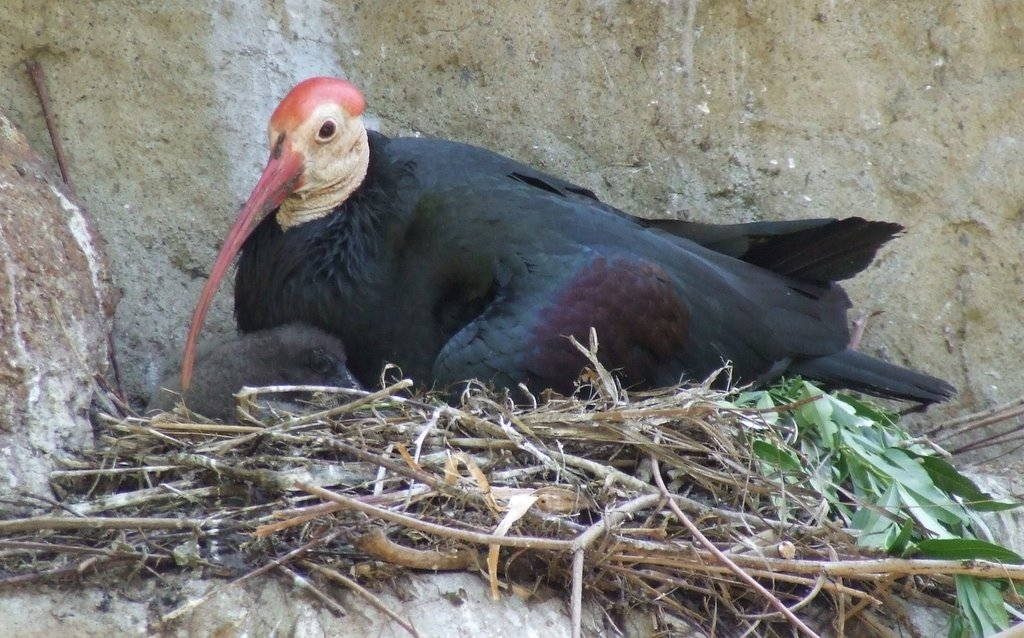
Skallig ibis på bo.

## Status och hot
Skallig ibis har en liten världspopulation bestående av endast 7 000–8 000 adulta individer. De senaste decennierna har beståndet varit stabilt. Internationella naturvårdsunionen IUCN kategoriserar den som nära hotad (NT).